# Amsterdam Heliport
Amsterdam Heliport (ook wel: Amsterdam Helihaven) (ICAO: EHHA) is een kleine en moderne helikopterhaven in het westelijk havengebied van Amsterdam, ook wel bekend als Westpoort, tussen de Australiëhavenweg en de Westhaven.
Het terrein biedt plaats aan vier helikopters, met in de hangar plaats voor nog eens drie. De helikopterhaven is in 2005 op initiatief van Adam Curry geopend en richt zich vooral op het vervoer van belangrijke personen (vip). De belangrijkste gebruiker is Heli Holland.
Sinds juli 2023 heeft ook de traumahelikopter, die tot dan op het dak van het VUmc zijn thuishaven had, een vaste plaats op de heliport.